# E-Werk (Berlin)
Das E-Werk (ursprüngliche Bezeichnung: Umspannwerk Buchhändlerhof) ist ein ehemaliges und seit 1987 denkmalgeschütztes Umspannwerk. Es wurde zwischen 1924 und 1928 nach Plänen des Architekten Hans Heinrich Müller erbaut und befindet sich an der Wilhelmstraße 43 (Rückseite der Mauerstraße) im Berliner Ortsteil Mitte. Von 1993 bis 1997 war es einer der prägenden Veranstaltungsorte der Techno-Szene.
Als erste große Ausstellung, die sich ausschließlich mit Techno-Kunst befasste, fand 1994 erstmals Chromapark im E-Werk und ab 1995 auch zusätzlich in der im gleichen Komplex befindliche Evidence Halle statt.
Betrieben wurde der Club von Hilke Saul, Andreas Rossmann, Ralf Regitz und Lee Waters.
Ständige Resident-DJs waren DJ Disko, DJ Clé, Jonzon, Woody, Terry Belle und die englische Hazel B. Die DJ-Elite der Welt spielte auf zahlreichen Events.
An den Freitagen wurden hier die Dubmission-Partys mit ihren Residents Kid Paul und Paul van Dyk gefeiert.
Am 24. Juli 1997 schloss das E-Werk als Techno-Club. 2001 erwarb SPM Technology das E-Werk von der Bewag. Seit 2004 ist der Berliner IT-Unternehmer Holger Friedrich Eigentümer des E-Werks.
Im Jahr 2005 eröffnete das komplett durch das Berliner Architekturbüro HSH Architektur sanierte E-Werk als Ort für unterschiedlichste Veranstaltungen. Zwischenzeitlich hatten mehrere Firmen dort Büroräumlichkeiten bezogen, beispielsweise Will Media. Ebenso hatte dort MyHammer, ehemals Abacho, seinen Firmensitz. Im Januar 2025 bezog die Deutsche Kinemathek das E-Werk als temporäres Zwischenquartier und führte dort erstmals Filme im Rahmen der Berlinale Retrospektive auf.

## Kraftwerk Mauerstraße
Auf dem Grundstück Mauerstraße 80 wurde im März 1886 das zweite Berliner Kraftwerk in Betrieb genommen. Es wurde von der Städtischen Elektricitäts-Werke AG, aus der später die Bewag hervorging, errichtet, die bereits 1884 die Centralstation Markgrafenstraße baute. Das zweite Kraftwerk wurde notwendig, um den zunehmenden Strombedarf abzudecken, und versorgte unter anderem die neue elektrische Beleuchtungsanlage im Zuge des Boulevards Unter den Linden, die mit den von Ludwig Schupmann gestalteten Bogenlampen-Kandelabern ausgestattet wurde. Die Verteilungsnetze der beiden Centralstationen wurden 1888 miteinander verbunden.